# Chryseida aurata
Chryseida aurata är en stekelart som beskrevs av William Harris Ashmead 1894. Chryseida aurata ingår i släktet Chryseida och familjen kragglanssteklar. Inga underarter finns listade i Catalogue of Life.